# 누에치던 방
"누에치던 방"은 2018년에 개봉한 대한민국의 독립영화이다.

## 캐스팅
- 이상희 : 채미희 역
- 홍승이 : 조성숙 역
- 이주영 : 조성숙 아역 역
- 김새벽 : 여고생/김유영 역
- 이선호 : 오두민 역
- 임형국 : 김익주 역
- 최진혁 : 김익주 아역 역
- 정지혜 : 이근경 역
- 김승현 : 정의현 역
- 정경임 : 집주인 역
- 이지윤 : 카드모객원 역
- 이소원 : 옷가게직원 역
- 최교식 : 아파트경비원 역
- 김채린 : 여자아이 역
- 전지혜 : 발제자 역
- 권준희 : 반장 역
- 인유선 : 회원1 역
- 정자영 : 회원2 역
- 손진선 : 회원3 역
- 안진희 : 회원4 역
- 최수영 : 회원5 역
- 홍석연 : 매점사장 역
- 조수혁 : 회사원 역
- 윤종석 : 법원경찰 역
- 이승훈 : 전경1 역
- 김서년 : 전경2 역
- 조호천 : 지구대경찰 역
- 김진구 : 김유영부 역
- 황정훈 : 학원강사 역
- 홍춘기 : 약사 역
- 김성환 : 사서 역
- 태준호 : 인터넷신문사직원 역
- 최동민 : 인턴 역
- 김용경 : 연구원1 역
- 이선미 : 연구원2 역
- 최엄윤 : 연구원3 역
- 박현진 : 연구소장 역
- 강종성 : 채미희부 역
- 윤효진 : 채미희모 역
- 나주호 : 정신과의사 역
- 장일선 : 종합병원간호사 역
- 최현욱 : 촛불동지남 역
- 김성령 : 카드안내직원 역
- 김수정 : 고객 역
- 김진래 : 공청회강사 역
- 김도현 : 광화문집회남1 역
- 이무섭 : 광화문집회남2 역
- 이동호 : 지하철안전요원 역
- 이세진 : 공익요원 역
- 유동훈 : 행정실직원 역
- 조성훈 : 열쇠수리공 역
- 홍현정 : 출근길선생 역
- 김주경 : 주임선생 역
- 조은원 : 수술실간호사 역
- 최윤빈 : 수술실의사 역
- 채형식 : 간호조무사 역
- 강순란 : 교무실안내선생 역
- 김후규 : 학교경비원 역
- 문민선 : 지하철승객들 역
- 김연수 : 지하철승객들 역
- 오예진 : 지하철승객들 역
- 임수현 : 지하철승객들 역
- 이정은 : 지하철승객들 역
- 이수연 : 지하철승객들 역
- 박종범 : 지하철승객들 역
- 고유정 : 지하철승객들 역
- 노기석 : 지하철승객들 역
- 임태건 : 지하철승객들 역
- 문준영 : 지하철승객들 역
- 김동준 : 지하철승객들 역
- 최홍수 : 지하철승객들 역
- 송기석 : 지하철승객들 역
- 염혜선 : 지하철승객들 역
- 김병석 : 공청회방청객들 역
- 이명찬 : 공청회방청객들 역
- 고기훈 : 공청회방청객들 역
- 박완 : 공청회방청객들 역
- 박혜정 : 공청회방청객들 역
- 최마가렛 : 공청회방청객들 역
- 엄상제 : 졸업생들 역
- 이한균 : 졸업생들 역
- 김경희 : 졸업생들 역
- 박세정 : 졸업생들 역
- 이언지 : 고등학생들 역
- 이희수 : 고등학생들 역
- 이채연 : 고등학생들 역
- 정혜빈 : 고등학생들 역
- 최효빈 : 고등학생들 역
- 한지민 : 고등학생들 역
- 김예슬 : 고등학생들 역
- 김지원 : 고등학생들 역
- 김나현 : 고등학생들 역

## 수상
- 2016년 제21회 부산국제영화제 시민평론가상

## 같이 보기
- 2018년 대한민국의 영화 목록